# Коронація в Речі Посполитій

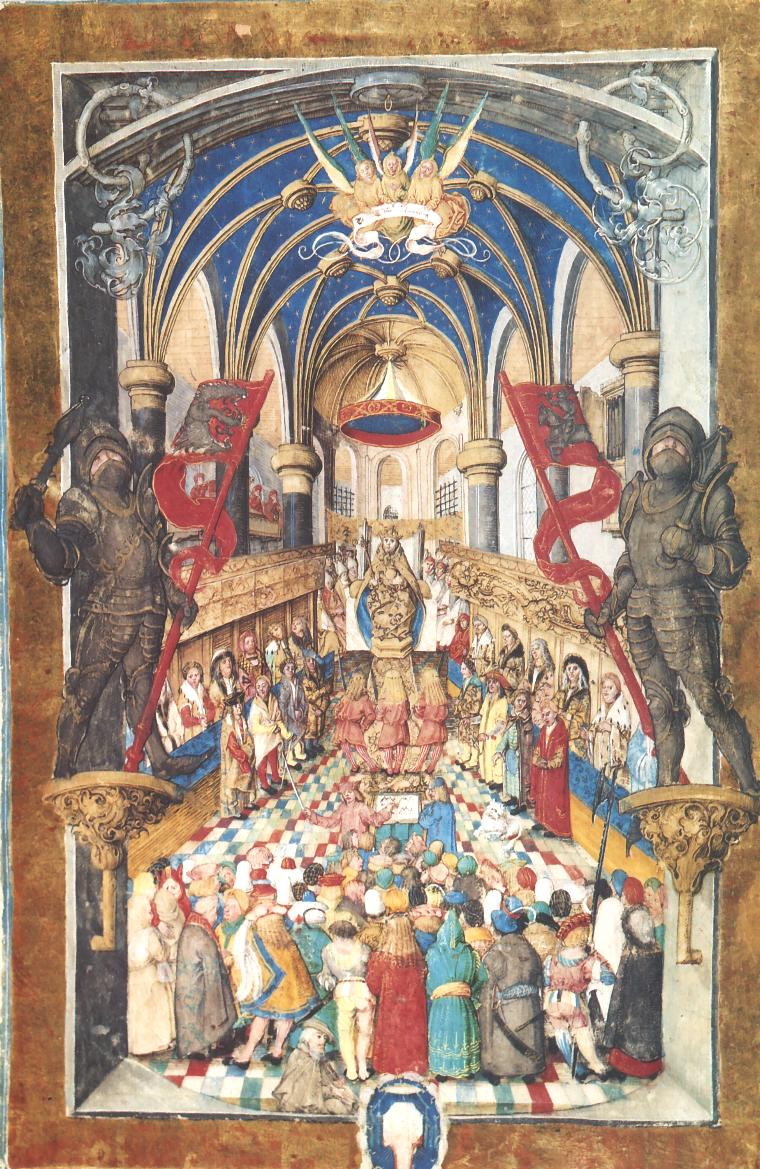
Коронація

Коронація в Речі Посполитій — урочиста церемонія коронації новообраного короля Речі Посполитої, Великого князя Литовського, Великого князя Руського, Прусії, Мазовецького, Жемантійського, Інфлянського, Київського, Волинського, Смоленського, Подільського, Сіверського, Чернігівського, тощо.
Відбувались як одночасні коронації короля та короле Речі Посполитої, так і окреми церемонії коронації короля або королеви. 
Офіційно розпочалась після створення Речі Посполитої (1569 р.) і тривала до 1764 року, коли останнього короля Речі Посполитої Станіслава Августа Понятовського коронували у соборі Святого Івана у Варшаві. 
Більшість коронацій королів Речі Посполитої відбувалися у Вавельському соборі у Кракові, але деякі коронації відбулась також у Варшаві. Коли це було можливо, коронації проводились якомога швидше після до дати похорону попереднього монарха. Як казав Йоахім Бельський у шістнадцятому столітті: "людина вмирає, корона не вмирає" (osoba umiera, korona nie umiera). 
Хоча в Колегіальному Соборі Св. Івана у Варшаві відбулося дві коронації: Станіслава Лещинського у 1705 р. та Станіслава Августа Понятовський у 1764 р., Краків до поділів Речі Посполитої ніколи не втрачав свого офіційного столичного статусу та права бути місцем коронації монархів Речі Посполитої.
Після розділів Речі Посполитої та окупації її території Російською імперією і Прусією, коронації більше не проводились.
Більшість коронаційних корон та королівських клейнодів Речі Посполитої були вкрадені та знищені прусським королем Фрідріхом Вільгельмом III у березні 1809 року, після Третього поділу Речі Посполитої.   
Вцілілі клейноди експонуються у Національній колекції мистецтв Вавеля та Національному музеї у Варшаві.
Відповідно до положень Віденського конгресу Фридріха Августа змусили відмовитися від титулу Князя (герцога) Варшави, а в новоствореному "Царстві Польському" титул прийняв російський імператор Олександр I.
12 (24) травня 1829 р. в Сенаторських залі Королівського замку Варшави відбулася коронація Миколи I на Царство Польське.  
Після початку Листопадового повстання 1830 року, сейм Королівства Польського інтронізував й позбавив корони династію Романових, та оголосив про період міжкоролів'я, заявивши про свою прерогативу передачі престолу інший монаршій династії. Таким чином польські історики вважають, що царя Миколи I (а також його нащадків) було позбавлено титулу і престолу короля Польщі.
Проте, російські війська придушили повстання, а цар Микола І скасувавши автономію Польщі продовжував себе титулувати "царем Польським".

## Церемонія
Церемонії коронації королів Речі Посполитої відбувались у Вавельському замку. Напередодні своєї коронації новий монарх постив, подавав милостиню та робив католицьке таїнство сповіді. Потім він йшов пішки від Королівських палат Вавеля до Базиліки Святого Станіслава. На відміну від решти церковних богослужінь за участі короля, процесія королівської коронації була відкрита для мас. 
На ранок церемонії короля зустріла у його спальні урочиста делегація, що складалася з місцевого митрополита, архієпископа та інших визначних осіб. Одягнувши єпископський одяг, монарх був окромлений святою водою і обвіяний ладаном з кадила. Після цього король, митрополит та інші особи йшли урочистою ходою до Собору.
Усередині церкви королівські клейноди вже були покладені на головний вівтар, тоді як король сидав на низьке крісло неподалік. Після того як була виголошена королівська присяга, новий монарх ставав на коліна перед вівтарем. Потім два абати входили з бічної каплиці, несучи миро, яким помазували нового володаря. Після цього королю вручали королівський меч, яким він малював хрест у повітрі. 
Після цього він був коронований архієпископом, якому допомагали ще два єпископи, та вручали королю свій кулю (державу) і скіпетр. Урочиста святкова меса продовжувалась, а коронований монарх приймав Святе Причастя, цілував розп’яття та воссідав на свій престол. 
Слідом за цим король посвящав кількох нових лицарів, виходив з собору і їхав на головну площу на конях, де він приймав шану своїх підданих, сидячи на великому троні.

## Коронації
| №.  | Король                        | Зображення | Дата коронації      | Місце коронації               | Хто коронував                                                      | Примітки |
| --- | ----------------------------- | ---------- | ------------------- | ----------------------------- | ------------------------------------------------------------------ | --- |
| 1.  | Сигізмунд II Август           |            | 20 лютого 1530      | Катедральна Базиліка, Краков  | Ян Ласький                                                         | Король Польщі, Великий князь Литовський, Володар і Спадкоємець Русі (1548—1569). Перший король Речі Посполитої, З Ласки Божої, король Польщі, Великий князь Литовський, Великий князь Руський, Пруський, Мазовецький, Жемантійський, Лівонський, Київський, Волинський, Подільський, Смоленський, Сіверський та Чернігівський. |
| 2.  | Єлизавета Габсбург            |            | 8 травня 1543       | Катедральна Базиліка, Краков  | Петро Гармат                                                       | дружина Сигізмунда II |
| 3.  | Варвара Радзивілл             |            | 4 грудня 1550       | Катедральна Базиліка, Краков  | Микола Дзежговський                                                | дружина Сигізмунда II |
| 4.  | Катерина Габсбург             |            | 30 червня 1553      | Катедральна Базиліка, Краков  | Микола Дзежговський                                                | дружина Сигізмунда II |
| 5.  | Генріх Валуа                  |            | 21 лютого 1574      | Катедральна Базиліка, Краков  | Якуб Уханський                                                     | Король Речі Посполитої, Великий князь Литовський, Великий князь Руський, Великий князь Київський, Волинський, Подільський, Чернігівський, Сіверський, тощо |
| 6.  | Анна Ягеллонка                |            | 1 травня 1576       | Катедральна Базиліка, Краков  | Станислав Карнковський                                             | Обрана як Король Польщі, Великий князь Литовський і Руський |
| 6.  | Стефан Баторій                |            | 1 травня 1576       | Катедральна Базиліка, Краков  | Станислав Карнковський                                             | |
| 7.  | Сигізмунд III Ваза            |            | 27 грудня 1587      | Катедральна Базиліка, Краков  | Станислав Карнковський                                             | Король Речі Посоплитої, Великий князь Литовський, Великий князь Руський, Пруссії, Мазовії, Жемонтійський, Лівонії, Смоленський, Київський, Волинський, Подільський, Сіверський та Чернігівський, а також спадковий король шведів, ґотів і венедів                                                                              |
| 8.  | Ганна Габсбург                |            | 31 травня 1592      | Катедральна Базиліка, Краков  | Станислав Карнковський                                             | дружина Сигізмунда III Ваза |
| 9.  | Констанція Габсбург           |            | 11 грудня 1605      | Катедральна Базиліка, Краков  | Петро Тиліцький                                                    | дружина Сигізмунда III Ваза |
| 10. | Володислав IV Ваза            |            | 6 лютого 1633       | Катедральна Базиліка, Краков  | Іван Венжик                                                        | |
| 11. | Сесилія-Рената Габсбург       |            | 12 września 1637    | Катедральна Базиліка, Варшава | Іван Венжик                                                        | дружина Володислава IV Вази |
| 12. | Марія Луїза Ґонзаґа           |            | 15 липня 1646       | Катедральна Базиліка, Краков  | Мацей Лубенський                                                   | дружина Володислава IV Вази |
| 13. | Ян II Казимир Ваза            |            | 17 січня 1649       | Катедральна Базиліка, Краков  | Мацей Лубенський                                                   | Король Речі Посполитої, Великий князь Литовський, Великий князь Руський, Пруссії, Мазовії, Жемонтійський, Лівонії, Смоленський, Київський, Волинський, Подільський, Сіверський та Чернігівський, а також спадковий король шведів, ґотів і венедів, Православний король                                                         |
| 14. | Михайло Корибут Вишневецький  |            | 29 вересня 1669     | Катедральна Базиліка, Краков  | Миколай Пражмовський                                               | Король Речі Посполитої, Великий князь Литовський, Великий князь Руський, Прусії, Мазовецький, Жмудський, Інфлянський, Київський, Волинський, Смоленський, Подільський, Сіверський і Чернігівський. |
| 15. | Елеонора Габсбург             |            | 19 жовтня 1670      | Катедральна Базиліка, Варшава | Миколай Пражмовський                                               | дружина Михайла Корибута Вишневецького |
| 16. | Іван III Собеський            |            | 2 лютого 1676       | Катедральна Базиліка, Краков  | Анджей Ольшовський                                                 | З Божої ласки Захисник Віри, Його Православна Величність король Польщі, Великий князь Литовський, Великий князь Руський, Прусський, Мазовецький, Жмудський, Інфляндський, Київський, Волинський, Подільський, Смоленський, Сіверський і Чернігівський.                                                                         |
| 16. | Марія Казимира                |            | 2 лютого 1676       | Катедральна Базиліка, Краков  | Анджей Ольшовський                                                 | |
| 17. | Август II Фрідріх             |            | 15 вересня 1697     | Катедральна Базиліка, Краков  | Біскуп Куявський Станіслав Домбський                               | Дружина Августа II Крістіана-Ебергардіна Гогенцолер, ніколи не була коронована. |
| 18. | Станіслав Лещинський          |            | 4 października 1705 | Катедральна Базиліка, Варшава | Константій Зелінський                                              | Божою Ласкою і волею народу король Польщі, Захисник Віри, Великий князь Литовський, Руський, Прусський, Мазовецький, Жмудський, Київський, Волинський, Подільський, Підляський, Інфлянтський, Смоленський, Сіверський, Чернігівський та ін.                                                                                    |
| 18. | Катерина Опалінська           |            | 4 października 1705 | Катедральна Базиліка, Варшава | Константій Зелінський                                              | |
| 19. | Август III Сас                |            | 17 січня 1734       | Катедральна Базиліка, Краков  | біскуп Краківський Ян-Олександр Ліпський                           | |
| 19. | Марія-Жозефа                  |            | 17 січня 1734       | Катедральна Базиліка, Краков  | біскуп Краківський Ян-Олександр Ліпський                           | |
| 20. | Станіслав Август Понятовський |            | 25 листопада 1764   | Катедральна Базиліка, Варшава | Владислав Лубенський                                               | Божою Ласкою і волею народу король Польщі, Великий князь Литовський, Великий князь Руський, Прусський, Мазовецький, Жмудський, Київський, Волинський, Подільський, Підляський, Інфлянтський, Смоленський, Сіверський, Чернігівський та ін.                                                                                     |
|     | Микола Павлович               |            | 24 травня 1829      | Королівський замок у Варшаві  | Коронував себе сам, примас Ян Павло Воронич лише подав йому корону | "Цар Польський". Детронізований Сеймом 1831 р. |